# Uehara Konen
Uehara Konen (japanisch 上原 古年, wirklicher Name: Uehara Sennosuke (上原 千之助); geb. 16. Dezember 1877 in Tokio; gest. 24. Mai 1940) war ein japanischer Maler und Holzschnittkünstler der Nihonga-Richtung während der -Meiji-, Taishō- und frühen Shōwa-Zeit.

## Leben und Werk
Uehara Konen wurde in Tokio geboren. Er begann, Malerei unter Kajita Hanko (梶田 半古, 1870–1917) zu studieren, und wechselte dann zu Matsumoto Fūko (1840–1923). Er beschäftigte sich hauptsächlich mit Landschaftsmalerei, stellte auf den offiziellen Ausstellungen aus und wurde mehrmals mit Preisen ausgezeichnet.
Er wurde von der Strichführung des Imamura Shikō beeinflusst. Nach Mitteilungen seines Verlegers Watanabe arbeitete er als offizieller Mitarbeiter des kaiserlichen Haushalts und für das Außenministerium und war auch eine Zeitlang mit Okakura Kakuzō liiert. 
Es sind nur wenige Drucke von Holzschnitten überliefert, einige, die vor dem Kantō-Erdbeben 1923 vom Verleger Kobayashi Bunshichi (小林文七; 1861–1923) gedruckt worden waren, und eine Reihe, die danach von Watanabe gedruckt wurde. Es handelte sich weiterhin fast ausschließlich um Landschaften.

## Bilder

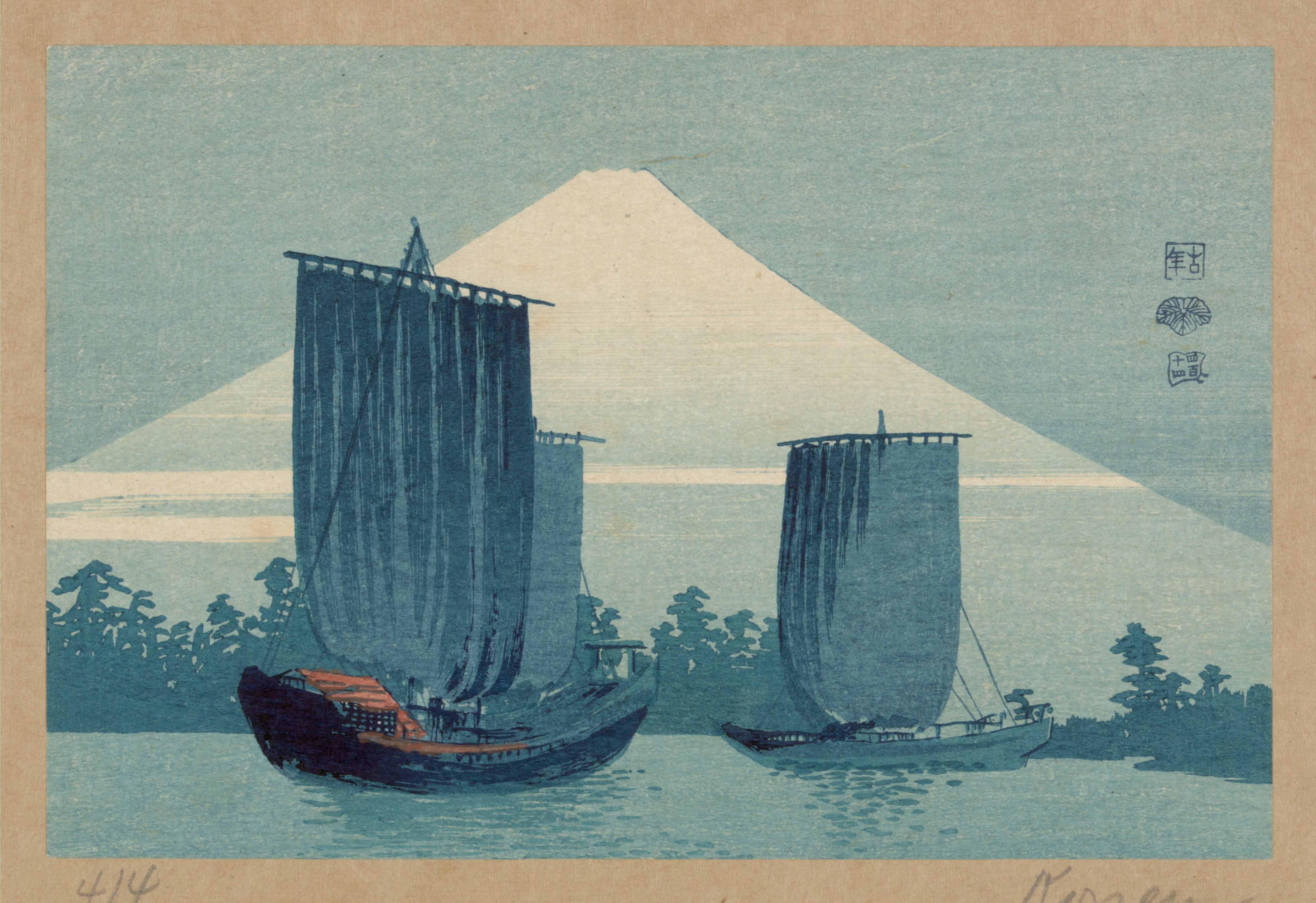
Segel vor dem Fuji
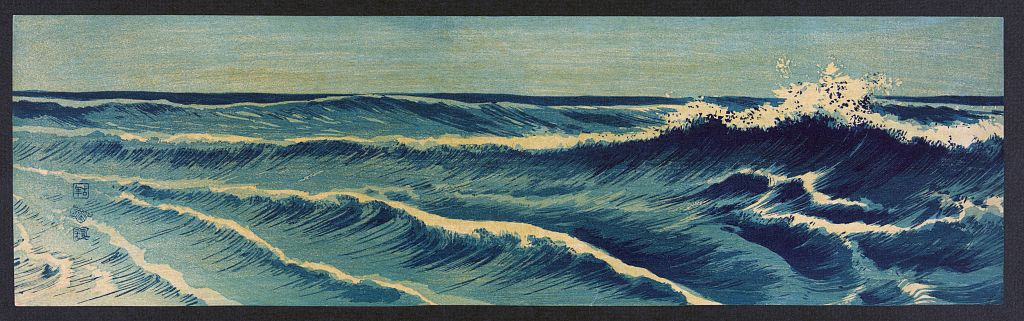
Große Wellen
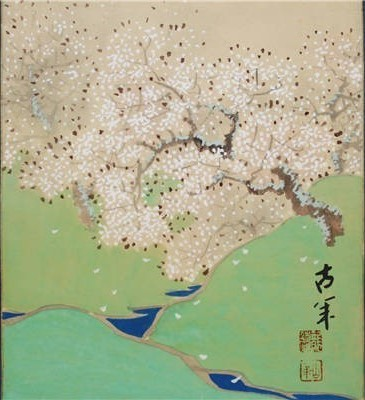
Blühender Baum
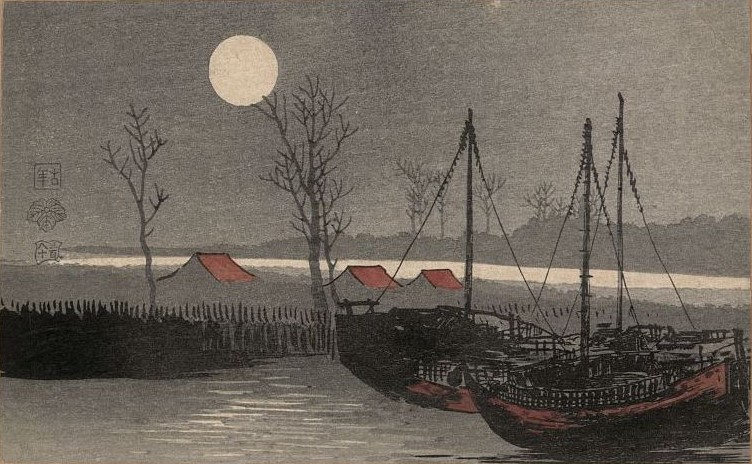
Dorf am Wasser
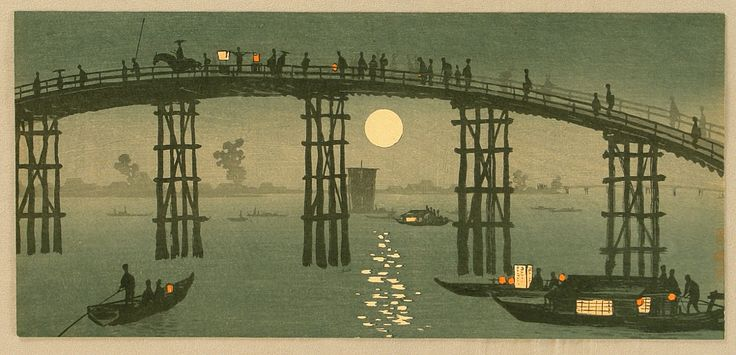
Brücke in Tokio